# Premios Globo de Oro
Los Premios Globo de Oro (en inglés, Golden Globe Awards), también llamados Globos de Oro, son galardones concedidos por los 93 miembros de la Asociación de la Prensa Extranjera de Hollywood (HFPA, por sus siglas en inglés) en reconocimiento a la excelencia de profesionales en cine y televisión, tanto en los Estados Unidos como a nivel mundial. La ceremonia anual, en la cual los ganadores son premiados, forma parte de la temporada de premios cinematográficos, cuyo inicio tiene lugar entre octubre o noviembre del año anterior, para finalizar entre febrero o marzo con la ceremonia de entrega de los Premios Óscar.
La primera ceremonia de premiación tuvo lugar en enero de 1944 en los estudios de 20th Century-Fox en Los Ángeles. La sede de la ceremonia desde 1961 es en el hotel Beverly Hilton en Beverly Hills, California. La ceremonia anual en la que se entregan los premios normalmente se lleva a cabo cada enero y es una parte importante de la temporada de premios de la industria cinematográfica, que culmina cada año con los Premios de la Academia. El período de elegibilidad para los Globos de Oro corresponde al año calendario (del 1 de enero al 31 de diciembre).

## Historia

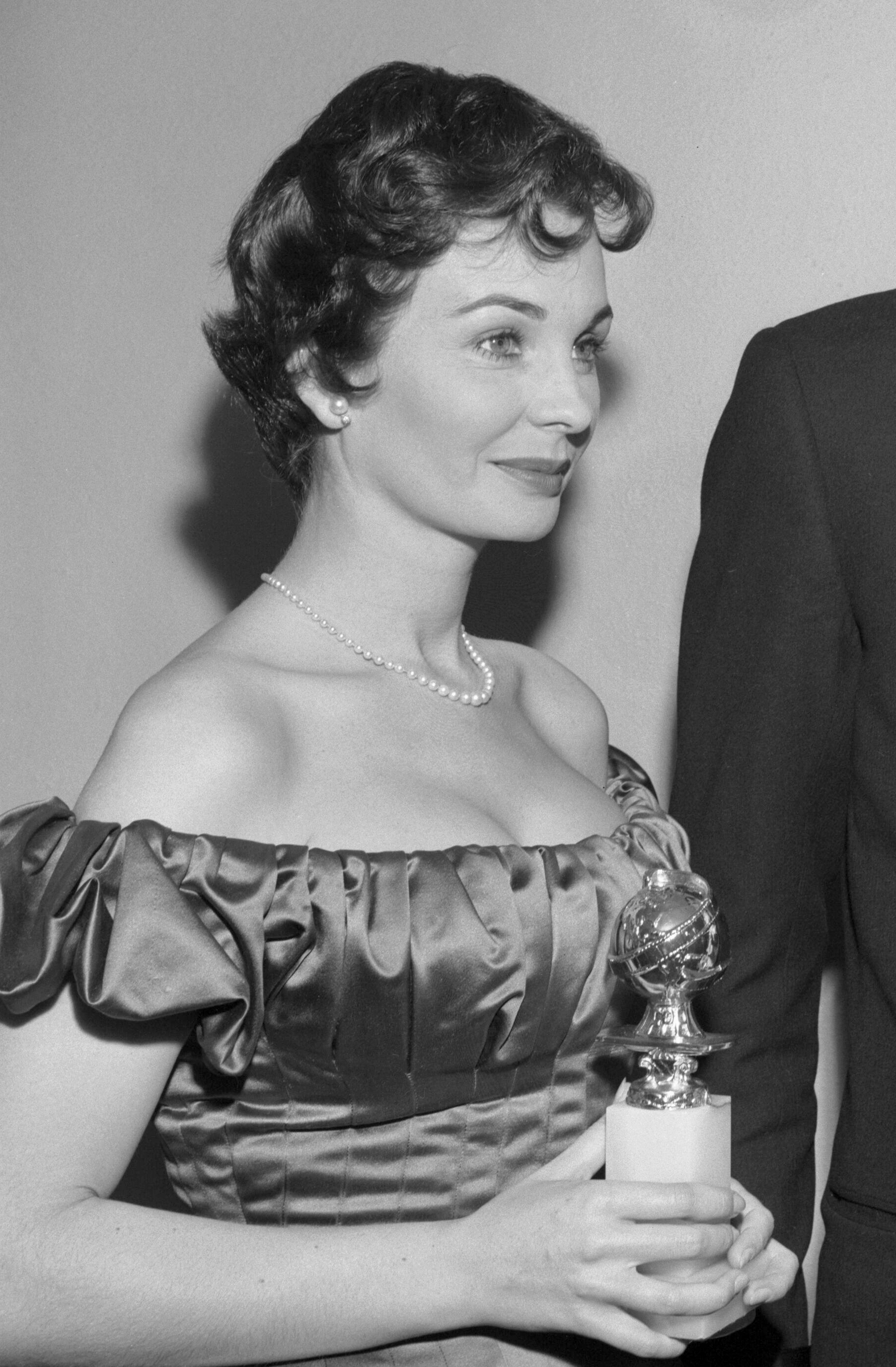
Jean Simmons recibiendo un Globo de Oro en 1956.

En 1943, un grupo de escritores se unieron para formar la Asociación de la Prensa Extranjera de Hollywood, y a su vez, para crear su propio galardón, el Globo de Oro, el cual juega un papel fundamental en el mercado cinematográfico en la actualidad. La primera ceremonia de estos premios, tuvo lugar en 1944 en los estudios de 20th Century-Fox y reconoció los logros de dicha industria producidos en 1943. Las siguientes ceremonias se realizaron en distintos lugares, incluyendo el hotel Beverly Hilton, hasta el Hollywood Roosevelt Hotel.
En 1950, la Asociación de la Prensa Extranjera tomó la decisión de establecer un premio honorífico para reconocer los logros y contribuciones a la industria del entretenimiento. Reconociendo su papel como figura internacional en dicho campo, el primer premio honorífico le fue entregado al director y productor Cecil B. DeMille. Consecuentemente, dicho premio honorífico pasó a llamarse Premio Cecil B. DeMille.
En 1963, el concepto Miss Golden Globe fue introducido como un reconocimiento a las hijas (o hijos en ocasiones) de los empleados de la Asociación. Algunas de sus galardonadas fueron las aclamadas actrices Laura Dern (hija de Bruce Dern y Diane Ladd) y Melanie Griffith (hija de Peter Griffith y Tippi Hedren).
En 2009, la estatuilla del Globo de Oro fue rediseñada por primera vez en su historia por la firma neoyorquina Society Awards, después de un año de colaboración con la Asociación de la Prensa Extranjera de Hollywood para seleccionar un único tipo de mármol, mejorar la calidad del galardón y su contenido en oro, según dio a conocer la Asociación durante una conferencia de prensa, antes de la ceremonia.
Los ingresos generados a partir de las ceremonias anuales le han permitido a la Asociación donar millones de dólares a organizaciones benéficas relacionadas con el entretenimiento, así como becas de financiamiento, y otros programas, para futuros profesionales en cine y televisión. La organización más beneficiada es la Fundación Jóvenes Artistas, la cual creó su propio galardón: Premio Artista Joven, establecido en 1978 por la asociada Maureen Dragone, en reconocimiento a la excelencia de las jóvenes promesas de la actuación en Hollywood, con una edad menor a 21 años, y con el beneficio de la obtención de becas tanto físicas, como financieras.
En 2017, La La Land se convirtió en la película más premiada en la historia de los Globos de Oro con 7 galardones. Las categorías ganadoras fueron: mejor película - comedia o musical, mejor director, mejor actor y mejor actriz de comedia o musical, mejor guion original, mejor banda sonora original y mejor canción original.
En el año 2021, debido a la crisis del coronavirus, la gala de los 78 Globos de Oro se celebró el 28 de febrero de 2021, estando prevista su celebración inicialmente para el mes de enero. 

## Categorías
| - Mejor película - Drama - Mejor película - Comedia o musical - Mejor director - Mejor actor - Drama - Mejor actor - Comedia o musical - Mejor actriz - Drama - Mejor actriz - Comedia o musical - Mejor actriz de reparto - Mejor actor de reparto - Mejor guion - Mejor banda sonora - Mejor canción original - Mejor película en lengua no inglesa - Mejor película animada (desde 2006) - Premio Cecil B. DeMille por el trabajo de una vida | - Mejor serie - Drama - Mejor serie - Comedia o musical - Mejor miniserie o telefilme - Mejor actriz de miniserie o telefilme - Mejor actor de miniserie o telefilme - Mejor actor de serie de TV - Drama - Mejor actor de serie de TV - Comedia o musical - Mejor actriz de serie de TV - Drama - Mejor actriz de serie de TV - Comedia o musical - Mejor actor de reparto de serie, miniserie o telefilme - Mejor actriz de reparto de serie, miniserie o telefilme |

### Categorías discontinuadas
- Nueva estrella del año - Actor (1948-1983)
- Nueva estrella del año - Actriz (1948-1983)
- Nueva estrella del año (1951 y 1982)
- Mejor documental (1972-1976)
- Película extranjera de habla inglesa (1957-1973)
- Premio Henrietta
  - Actriz favorita (1950-1979)
  - Actor favorito (1950-1979)
- Mejor película que promueve el entendimiento mundial (1945-1963)
- Mejor cinematografía (1947-1952, 1954 y 1962)

## Ceremonias
| Años |
| 1944 · 1945 · 1946 · 1947 · 1948 · 1949 · 1950 · 1951 · 1952 · 1953 · 1954 · 1955 · 1956 · 1957 · 1958 · 1959 · 1960 · 1961 · 1962 · 1963 · 1964 · 1965 · 1966 · 1967 · 1968 · 1969 · 1970 · 1971 · 1972 · 1973 · 1974 · 1975 · 1976 · 1977 · 1978 · 1979 · 1980 · 1981 · 1982 · 1983 · 1984 · 1985 · 1986 · 1987 · 1988 · 1989 · 1990 · 1991 · 1992 · 1993 · 1994 · 1995 · 1996 · 1997 · 1998 · 1999 · 2000 · 2001 · 2002 · 2003 · 2004 · 2005 · 2006 · 2007 · 2008 · 2009 · 2010 · 2011 · 2012 · 2013 · 2014 · 2015 · 2016 · 2017 · 2018 · 2019 · 2020 · 2021 · 2022 · 2023 · 2024 · 2025 |

## Críticas

### Censura de transmisión de NBC entre 1968 y 1974
La Asociación de la Prensa Extranjera de Hollywood había tenido un lucrativo contrato con NBC por décadas, la cual transmitió la ceremonia a nivel local en Los Ángeles en 1958, y luego a nivel nacional desde 1964. Sin embargo, en 1968 la Comisión Federal de Comunicaciones afirmó que la ceremonia «[había] engañado al público sobre cómo se determinaron los ganadores» (los galardonados eran elegidos por un lobby, si estos no asistían al evento, entonces se elegía a otro como ganador) y multó a la NBC por participar en el escándalo. Consecuentemente, la NBC se negó a transmitir la ceremonia desde 1968 hasta 1974.

### Premio de Pia Zadora en 1982
En 1982, la actriz Pia Zadora fue galardonada con el Globo de Oro a la nueva estrella del año por su participación en la cinta Butterfly, imponiéndose a otras favoritas como Elizabeth McGovern (Ragtime) y Kathleen Turner (Body Heat). Posteriores acusaciones revelaron que algunos miembros de la Asociación habían sido sobornados. El esposo de Zadora, el multimillonario Meshulam Riklis, invitó a algunos votantes a su casino Riviera, ubicado en Las Vegas, quienes le devolvieron el favor votando por Zadora. Igualmente, Rikis los había invitado a un almuerzo en su casa y a una proyección de Butterfly. También gastó una considerable cantidad de dinero en publicidad. Adicionalmente, Zadora había debutado como actriz 17 años antes en la cinta Santa Claus Conquers the Martians, cuando era una niña, lo que la inhabilitaba para participar en la categoría.

### Nominaciones deThe Touristcomo mejor comedia/musical
Las nominaciones a los Globos de Oro de 2011 dibujaron un escepticismo inicial, tras la nominación de la cinta The Tourist en la categoría de mejor película - comedia o musical, a pesar de las reseñas negativas por parte de la crítica especializada y luego de que fuera publicitada originalmente como un thriller de espías. Surgieron rumores de que Sony Pictures, distribuidora de The Tourist, había sobornado a los votantes con un viaje con todos los gastos pagos a Las Vegas y con un concierto de Cher.

## Otros premios
- Premios Emmy de la Academia de Artes y Ciencias de la Televisión (iniciado en 1949)
- Premios Óscar de la Academia de las Artes y las Ciencias Cinematográficas de Hollywood (iniciado en 1929)
- Premios SAG del Sindicato de Actores de Cine (iniciado en 1995)
- Premios del Cine Europeo de la Academia de Cine Europeo (iniciado en 1988)
- Premios BAFTA de la Academia Británica de las Artes Cinematográficas y de la Televisión (iniciado en 1948)
- Premios César de la Academia de las Artes y Técnicas del Cine de Francia (iniciado en 1976)
- Premios David de Donatello de la Academia del Cine Italiano (iniciado en 1956)
- Premios Goya de la Academia de las Artes y las Ciencias Cinematográficas de España (iniciado en 1987)
- Premios Lola de la Academia del Cine de Alemania (iniciado en 1951)
- Premios León checo de la Academia Checa de Cine y Televisión (iniciado en 1994)
- Premios Platino de la EGEDA y la FIPCA (iniciado en 2014)
- Premios Ariel de la Academia Mexicana de Artes y Ciencias Cinematográficas (iniciado en 1947)
- Premios Cóndor de Plata de la Asociación de Cronistas Cinematográficos de la Argentina (iniciado en 1943)
- Premios Pedro Sienna del Consejo Nacional de la Cultura y las Artes de Chile (iniciado en 2006)
- Premios Sur de la Academia de las Artes y Ciencias Cinematográficas de la Argentina (iniciado en 2006)
- Premios Macondo de la Academia Colombiana de Artes y Ciencias Cinematográficas (iniciado en 2010)
- Premios La Silla de la Asociación Dominicana de Profesionales de la Industria del Cine